# Johann Michael Menzinger
Johann Michael Menzinger (* 2. Dezember 1792 in Vaduz; † 5. September 1877 in Überlingen) war ein liechtensteinischer Landvogt und Landverweser.

## Leben

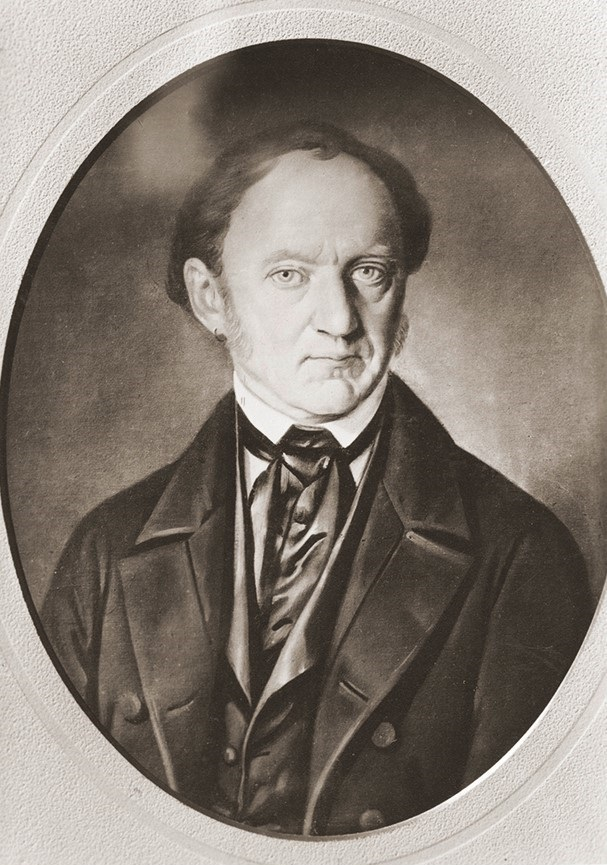
Johann Michael Menzinger, um 1845

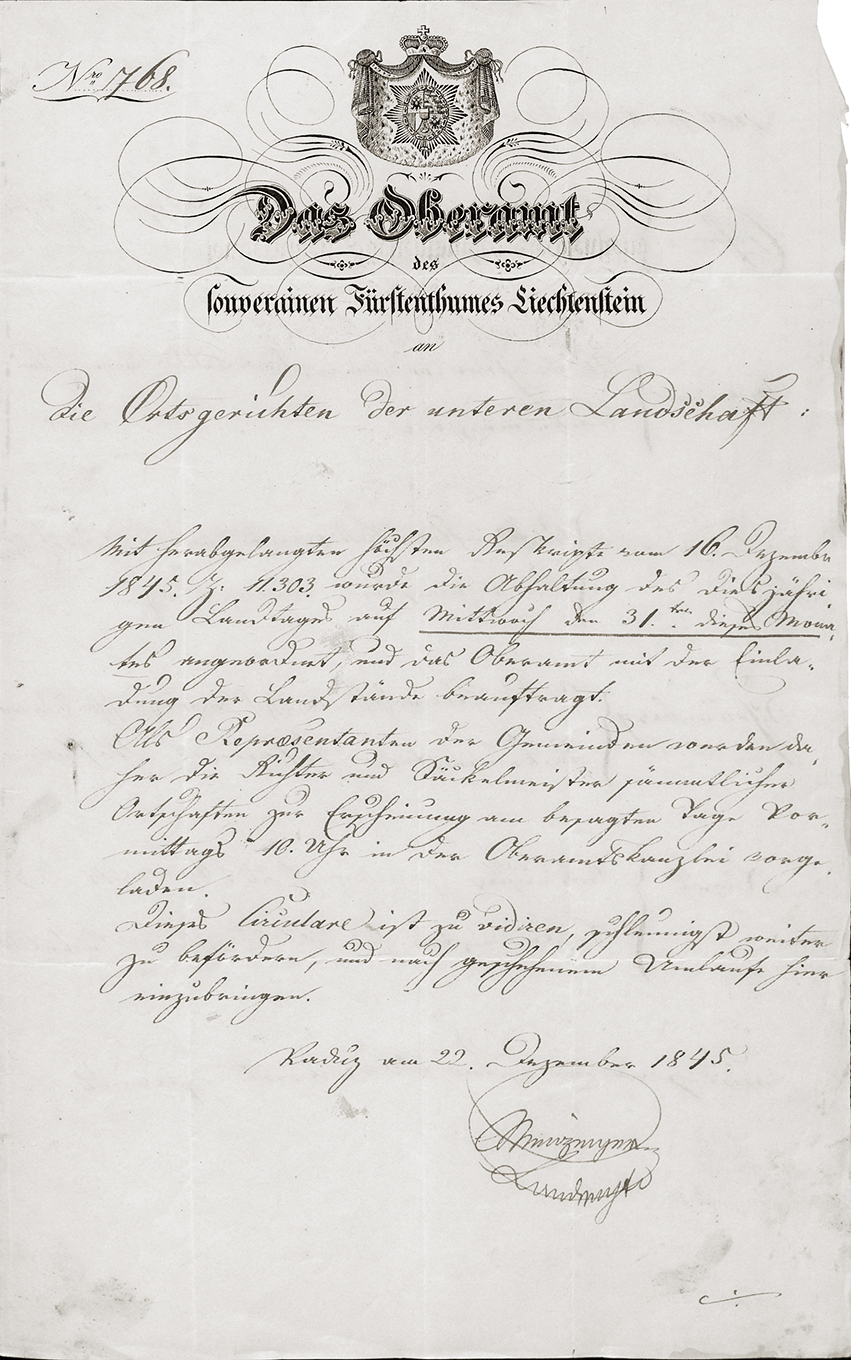
1845 von Landvogt Johann Michael Menzinger ausgestelltes Zirkular an die Gemeinden des Unterlands auf Briefpapier mit dem Staatswappen

Johann Michael Menzinger war der Sohn des Vaduzer Landvogts Franz Xaver Menzinger und der Maria Theresia von Stubenrauch. Sein Vater (* 1. Juni 1740 in Messkirch; † 28. April 1809 in Feldkirch) war nach seinem Studium der Philosophie und der Rechtswissenschaften in Freiburg zunächst Amtmann des Freiherrn von Bodman, bevor er von 1788 bis 1808 über 21 Jahre lang in auf Grund von Krieg und Hungersnot sehr schwierigen Zeiten als Landvogt zu Vaduz diente. Sein Großvater mütterlicherseits war der österreichische Reichshofratsagent Johann Michael von Stubenrauch und sein Onkel der Illustrator und Kostümbildner am Hoftheater in Wien, Philipp von Stubenrauch.
Von 1805 bis 1808 besuchte Johann Michael Menzinger das Gymnasium in Feldkirch, gleichzeitig mit dem späteren Historiker und Politiker Peter Kaiser und dem späteren österreichischen Juristen Franz Josef Öhri. Anschließend studierte er Rechtswissenschaft an den Universitäten Freiburg und Tübingen und wurde Mitglied der Corps Rhenania Freiburg und Suevia Tübingen.
Nach dem Studium trat er als Militärjurist im Range eines Oberleutnant-Auditors in den Dienst der österreichischen Armee ein. Von 1833 bis 1861 bekleidete er das Amt des Landvogts zu Vaduz, welches ab 1848 in Landverweser umbenannt wurde. Wichtige Ereignisse während seiner Amtszeit waren die auch für Liechtenstein folgenreichen Revolutionen 1848/1849 und Auseinandersetzungen zur Verfassungsfrage, die aber zunächst ohne Konsequenzen blieben. Nach seiner Pensionierung im Jahr 1861 lebte Menzinger zunächst in München und ab 1864 in Überlingen am Bodensee, wo sich auch sein
Grab
befindet.

## Familie
Seit 1831 war er mit Ludowika Schreiber verheiratet, mit der er insgesamt neun Kinder hatte. Vier seiner Kinder haben das Erwachsenenalter erreicht. Sein ältester Sohn Moriz Menzinger (* 15. Juli 1832; † 12. Februar 1914) wurde zunächst Soldat in der österreichischen Armee bis er sich nach seiner Pensionierung ab 1889 in Überlingen niederließ und sich wieder seinen schon in jungen Jahren ausgeprägten künstlerischen Begabungen widmete. Die jüngste und unverheiratete Tochter, Marie, lebte bis zu ihrem Tod im Jahr 1937 ebenso in Überlingen, wo die Familie Menzinger ein Patrizierhaus geerbt hatte. Sein zweiter Sohn Ludwig blieb in Liechtenstein. Seine Tochter Anna war mit dem liechtensteinischen Juristen und Politiker Markus Kessler verheiratet.